# Česko-ruské vztahy
Česko-ruské vztahy lze chápat jednak jako bilaterální vztahy mezi Českem a Ruskem, za druhé také jako vztahy mezi českým a ruským národem. Co se týče multilaterálních vztahů a institucí, mají Česko – jako jeden z nástupnických států Československa – a Ruská federace již od roku 1990 resp. 1991 poměrně málo styčných ploch. Oba státy jsou však členy Organizace spojených národů (OSN), Organizace pro bezpečnost a spolupráci v Evropě (OBSE).
Česko je od roku 2004 členským státem Evropské unie. Zásluhou tehdejší americké ministryně zahraničí Madeleine Albrightové a českého prezidenta Václava Havla je Česko od 12. března 1999 členem Severoatlantické aliance (NATO). Stav vztahů NATO s Ruskem proto hraje klíčovou roli také pro vzájemné vztahy Česka a Ruské federace. Kvůli až do současnosti trvající ruské vojenské intervenci na východní Ukrajině a s tím související anexi Krymu Ruskem v roce 2014 se politické a vojenské napětí mezi západním světem a Ruskem oproti předešlému stavu podstatně zhoršilo. Rusko bylo vyhoštěno z Rady Evropy. Někteří západní političtí komentátoři tento nepříznivý vývoj nazývají druhou studenou válkou. K dalšímu zhoršení vztahů vedla v roce 2021 kauza Vrbětice v důsledku výbuchů muničních skladů ve Vrběticích.
Česko je skrze svůj status jakožto součást západních institucí cílem systematické ruské špionáže, což je podle českých úřadů a bezpečnostních složek hrozbou pro jeho národní bezpečnost. Mimo to je Česko také cílem ruské propagandy pomocí českojazyčných webů, jejichž informační obsah je nezřídka v rozporu s českými národními zájmy, jak jsou definovány bezpečnostní strategií Česka.
Česko je oblíbeným cílem ruských turistů, ale také politicky motivované emigrace ruských občanů a „odlivu mozků“ z Ruska. Mezi důvody jsou ekonomické příležitosti a pozice Česka v Evropské unii, životní úroveň v České republice, bezpečné prostředí pro rodinné příslušníky ruských podnikatelů a možnosti vzdělání a seberealizace. 
Z hlediska ekonomických a obchodních vztahů představuje Ruská federace pro Česko relativně okrajového partnera, jehož důležitost se oproti situaci před rokem 1990 – tehdy se jednalo o Sovětský svaz – podstatně snížila. Pro českou stranu v současnosti jde o dovoz surovin pro následné zpracování českým průmyslem. Značnou důležitost však stále má dovoz fosilních paliv, především ropy a zemního plynu. Naopak Rusko má zájem o dovoz nejrůznějších výrobků českého zpracovatelského průmyslu jako jsou stroje, technologická zařízení a automobily, ale také o české spotřební zboží. Tento směr vzájemného obchodu zůstává od roku 2014 omezený v důsledku ekonomického embarga uvaleného na Rusko západním světem. Z ruské strany došlo k relativně menší odvetě v podobě zákazu dovozu mnohých zemědělských a potravinářských výrobků z většiny západních států (včetně Česka) do Ruska.

## Historie

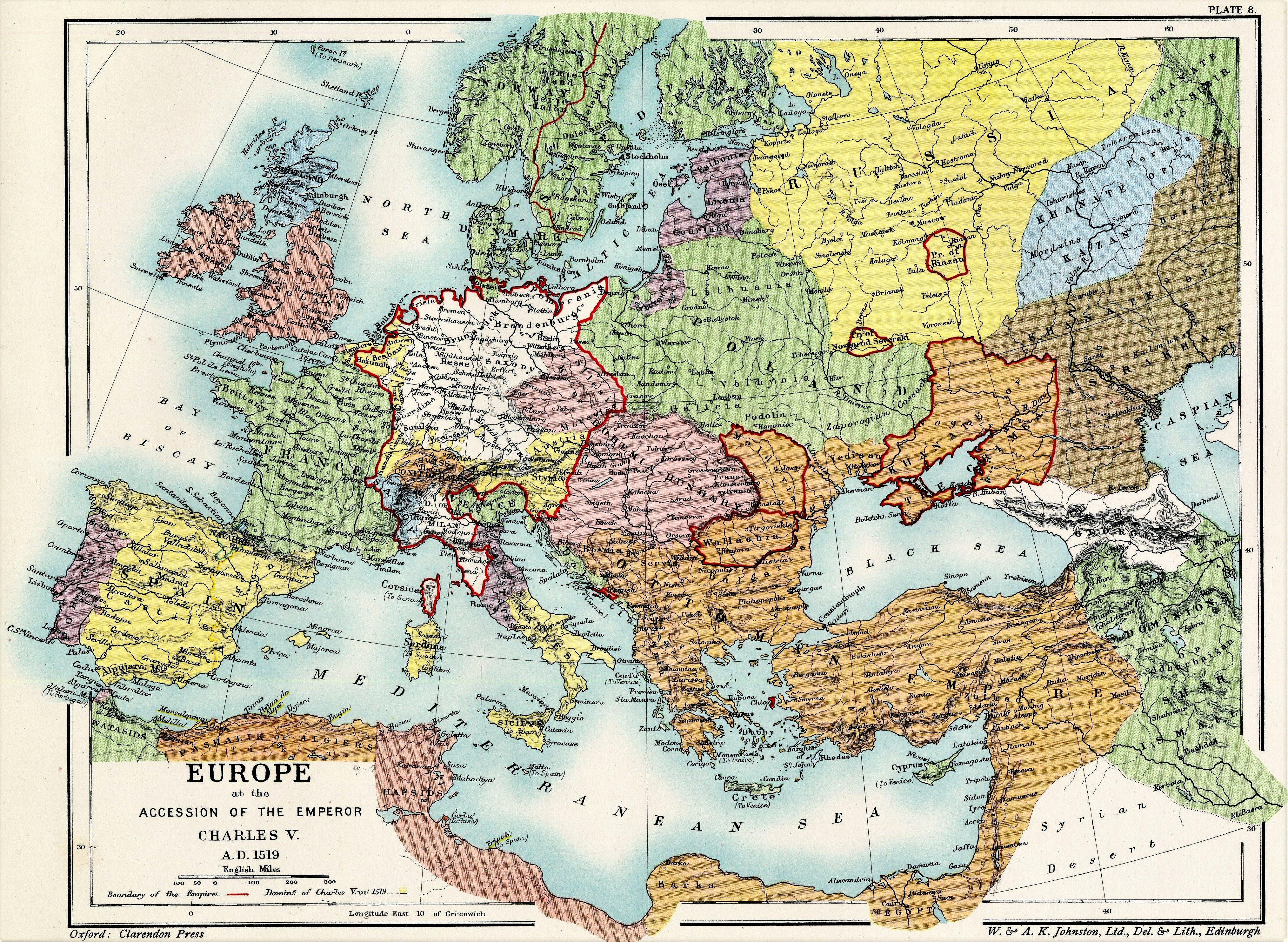
Evropa v roce 1519: Země Koruny české a Rakouské arcivévodství, součásti Svaté říše římské, sousedily na své východní hranici s Polským královstvím, které leželo západně od Moskevského velkoknížectví

### Historické pozadí
V období středověku až do roku 1806 byly České knížectví, později České království resp. Země Koruny české součástí významné evropské mocnosti Svaté říše římské. Praha byla sídlem říšského císaře či krále – zároveň krále českého – v letech 1346–1437 a 1583–1611. Po bitvě u Moháče proti Turkům v roce 1526 se však České království dostalo pod vliv Habsburské dynastie a po nezdaru stavovského povstání a prohrané bitvě na Bílé hoře ztratilo svoji samostatnost. Po roce 1806 bylo začleněno do Rakouského císařství. Od vyrovnání Habsburků s Maďary v roce 1867 až do vytvoření první Československé republiky 28. října 1918 bylo České království součástí Rakouska-Uherska. 
Podle publikace amerického historika Samuela Huntingdona Clash of Civilizations (Střet civilizací) z roku 1991 se České království aktivně účastnilo na mnohých historických událostech, které byly klíčové při vytváření dnešního západního světa a západní kultury. Podle Huntingdona se západní civilizace, do které řadí České země, odvozuje od starořecké antické kultury, Římské a následně Západořímské říše, která převzala západní křesťanství jako svoje náboženství. Západní civilizace se dále rozvíjela pod vlivem renesance, reformace, osvícenství, humanismu a průmyslové revoluce, posléze také zejména v Severní a Jižní Americe. Huntingdon odlišuje západní civilizaci od civilizace východního pravoslavného křesťanství, do které řadí mj. Rusko, jež převzala řecko-římské politické a kulturní vlivy po vytvoření Východořímské a posléze Byzantské říše. Po velkém církevním schizmatu se východní křesťanství vyvíjelo vlastní cestou a vytvořilo si svou vlastní historickou trajektorii a sféru vlivu ve Východní Evropě.

### První světová válka
Ruské impérium bylo zapojeno do první světové války na straně Trojdohody. Bojovalo až do tzv. Velké říjnové revoluce především proti Německému císařství a Rakousku-Uhersku na straně Srbska.
Od února 1917 byly v Rusku pod vlivem Tomáše Garrigua Masaryka formovány nově vzniklé Československé legie. Byli do nich přijímáni čeští a slovenští krajané, přeběhlíci z rakousko-uherských jednotek a zajatci. Největšího úspěchu dosáhla vojska legií v bitvě u Zborova, kde v létě 1917 bojovala pod vedením armády Ruské republiky. Střetu se na ruské straně zúčastnili např. Ludvík Svoboda, Rudolf Medek, Radola Gajda, Jan Syrový a další.
Roku 1918 čítalo československé vojsko v Rusku 70 000 mužů.

### Meziválečné období
16. května 1935 byla uzavřena smlouva mezi první Československou republikou a Sovětským svazem (SSSR). Týkala se mj. vzájemné pomoci v případě napadení jedné ze smluvních stran. Ve smlouvě bylo zakotveno, že vojenská podpora napadenému státu bude poskytnuta jen pod podmínkou pomoci tehdejšího spojence Československa Francie.

### Druhá světová válka a osvobození Československa

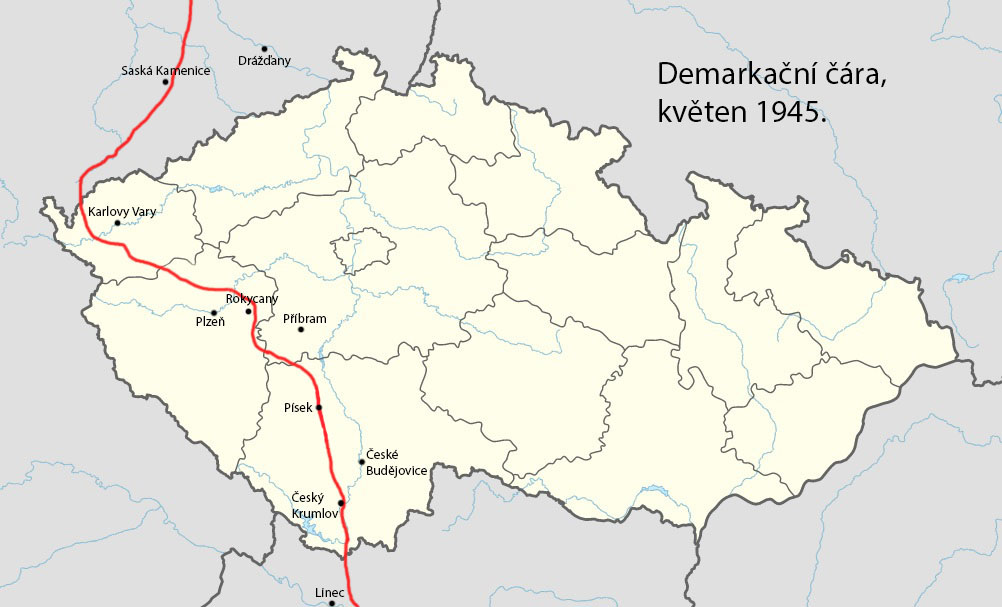
Demarkační čára v Čechách v roce 1945

Na osvobození Československa od německé okupace měl velký podíl Sovětský svaz a jeho Rudá armáda. Předcházely tomu dlouhotrvající obranné a posléze útočné operace Rudé armády na sovětském území po velkoplošném přepadení země wehrmachtem (operace Barbarossa). Pro osvobození Československa byly důležité karpatsko-dukelská a ostravsko-opavská operace. Po dalších bojích za pomoci rumunské armády bylo české území osvobozeno v rámci pražské ofenzívy vedené Rudou armádou z východní fronty v součinnosti s osvobozením západních a jihozápadních Čech americkou armádou a povstáním českého lidu v květnu 1945. Osvobození Prahy 9. května 1945 bylo jednou z posledních událostí druhé světové války. 

### Období 1945–1989
V průběhu 20. století byly česko-ruské vztahy součástí vztahů Československa se Sovětským svazem. Mezi lety 1948 a 1989 bylo Československo součástí východního bloku a satelitním státem ve sféře vlivu Sovětského svazu. Během tohoto období se československá ekonomika následkem vad plánovaného hospodářství a zamezení jakékoliv soukromé iniciativy propadla pod úroveň evropských zemí jako jsou Rakousko a Finsko. Údaje HDP na jednoho obyvatele v amerických dolarech v tabulce pro rok 1990 však nemají dostatečnou vypovídací hodnotu, protože jsou založeny na neoficiálním silně podhodnoceném směnném kurzu československé koruny (Kčs) vůči americké měně.
| HDP na obyvatele (v dolarech roku 1990) | 1938   | 1990    |
| --------------------------------------- | ------ | ------- |
| Rakousko                                | $1 800 | $19 200 |
| Československo                          | $1 800 | $3 100  |
| Finsko                                  | $1 800 | $26 100 |
| Itálie                                  | $1 300 | $16 800 |

Po druhé světové válce mezi lety 1945–1955 sovětské bezpečnostní orgány NKVD a Směrš prováděly únosy československých občanů do sovětských koncentračních táborů, tzv. gulagů, čímž prosazovaly „likvidaci ideových odpůrců“ komunismu. Pokusy o získání informací o osudech těchto obětí byly většinově neúspěšné.

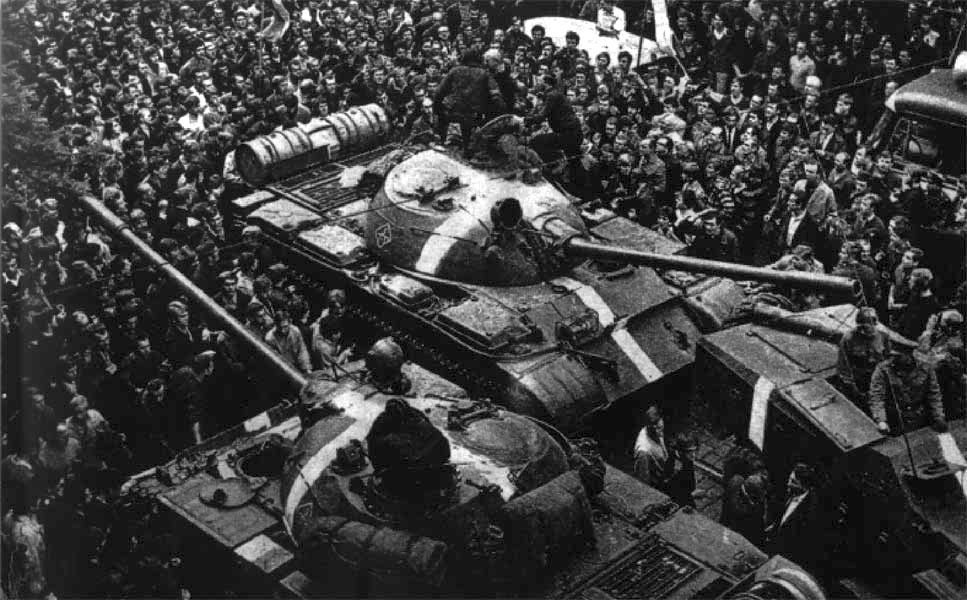
Sovětské tanky při invazi v Praze roku 1968

Sovětským svazem vedená invaze vojsk Varšavské smlouvy do Československa proběhla od 21. srpna 1968. Při ní bylo zabito 137 československých občanů.
Pod sovětským vlivem bylo ukončeno Pražské jaro, v té době probíhající proces demokratizace československého režimu. Následoval nástup „promoskevských sil“ a počátek normalizace, která přinesla [politické] čistky, cenzuru, nesvobodu, hrubé porušování základních lidských práv a ekonomické zaostávání země za vyspělými západoevropskými státy. Po pádu tzv. železné opony opustila sovětská vojska v roce 1991 československé území.

### Období po roce 1989

#### Návrat Česka na Západ

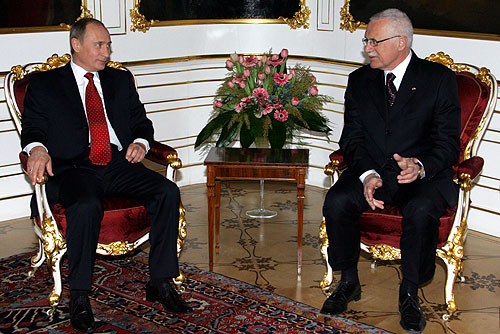
Český prezident Václav Klaus s Vladimirem Putinem během diskuze při návštěvě ruského prezidenta v Praze, 2006

V roce 1989 Československo obnovilo demokratické vládnutí po vice než 40 letech komunismu skrze Sametovou revoluci, vyprostilo se tím ze sféry vlivu totalitního Sovětského svazu a orientovalo se politicky a ekonomicky zpět na Západ. V roce 1999 Československo vstoupilo do Severoatlantické aliance (NATO). Česko se poté v roce 2004 stalo členským státem Evropské unie (EU) a v roce 2007 přistoupilo do Schengenského prostoru, čímž se integrovalo do soudobých západních institucí a struktur. Pro následující dekády se jedno z největších témat pro Česko stala snaha napravit ekonomické škody napáchané během druhé poloviny dvacátého století.

#### Diplomatická napětí
Po ruské vojenské intervenci na Ukrajině od roku 2014 se Česko účastní na mezinárodních sankcích v průběhu ukrajinské krize a politické a vojenské napětí mezi Západem a Ruskem se označuje jako druhá studená válka.
Na jaře 2018 Česká republika ze svého území vyhostila tři ruské diplomaty v reakci na otravu bývalého ruského agenta Sergeje Skripala v Británii. Šlo totiž o pokus o vraždu nejspíše ze strany Ruska, na což protestně reagovaly země Evropy a USA. Částečným důvodem bylo také obvinění, že otravující látka novičok pochází z území Česka.
Již v minulosti Česko vyhostilo tři členy ruské mise na území ČR. Jednoho v roce 2000 za získávání citlivých informacích o NATO. V reakci na to vyhostila jednoho i ruská strana. Další dva vojenské zástupce v roce 2009 za práci pro ruské tajné služby. V roce 2006 české úřady také neprodloužily akreditaci zpravodaji ruské vládní tiskové agentury RIA-Novosti. V roce 2015 také Rusko zakázalo vstup čtyřem českým diplomatům a politikům (v reakci na sankce proti Rusku) – a to Karlu Schwarzenbergovi, Marku Ženíškovi, Jaromíru Štětinovi a Štefanovi Fülemu.
V červnu 2019 byl zveřejněn návrh ruského zákona, který by uznal účastníky sovětské okupace bývalého Československa z roku 1968 za válečné veterány, čímž „konstatuje oprávněnost vstupu vojsk“. Poslanecká sněmovna Parlamentu České republiky vydala usnesení, že daná invaze byla porušení mezinárodního práva a „brutální agrese“ a že takový „zákon by znamenal poškození vztahů mezi Českou republikou a Ruskou federací“ a „vážné porušení smlouvy o přátelských vztazích a spolupráci mezi Českem a Ruskem z roku 1993“. Návrh ruského zákona ostře kritizovala řada českých politiků včetně prezidenta Miloše Zemana, který předvolal ruského velvyslance v ČR pro vysvětlení.
Ruské ministerstvo spravedlnosti zařadilo v listopadu 2019 českou humanitární organizaci Člověk v tísni aktivní v desítkách zemí světa, na seznam organizací, které jsou v Rusku nežádoucí. Ministr zahraničí ČR Tomáš Petříček to považuje za absurdní a požaduje vysvětlení a uvedl, že zákaz lidskoprávní organizace v Rusku svědčí o špatném stavu lidských práv v zemi.
V dubnu 2021 došlo k dalšímu zhoršení česko-ruských vztahů v důsledku kauzy Vrbětice a předcházejících výbuchů muničních skladů ve Vrběticích. V květnu 2021 pak Rusko vydalo oficiální Seznam nikoli přátelských zemí. Kromě Česka se zde nacházely jen Spojené státy americké.

## Obchod

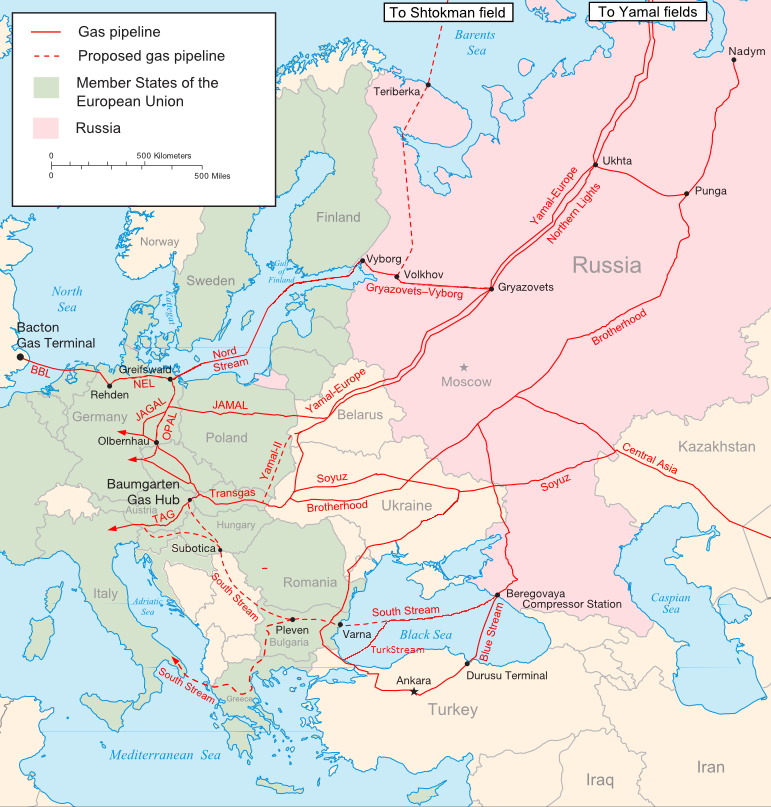
Schéma ruských plynovodů. Do Česka a Německa vede plynovod Transgas

V roce 2020 bylo Rusko pro Česko 12. největším obchodním trhem a vývoz činil 85 mld. Kč. Dovoz z Ruska ve stejném roce klesl a činil 67,4 mld. Kč (13. největší importér).
Hlavními komoditami byly ropa, zemní plyn a další suroviny; exporty z Česka do Ruska jsou většinově výrobky. V roce 2015 56,4 % ropy importované do Česka mělo původ v Rusku, přičemž tenhle podíl a tím pádem závislost na ruské ropě byla nejnižší za předchozích 20 let, a to ve prospěch ropy z Ázerbájdžánu a také částečně z Kazachstánu. Většina importů plynu a jaderného paliva do Česka pochází z Ruska.
Rusko však představuje pro Česko z hlediska obchodu spíše okrajového partnera, neboť naprostá většina exportů z Česka míří do ostatních členů EU (88,1 % v roce 1999 před vstupem do EU roku 2004, 81,1 % v roce 2013 a 84,1 % v roce 2016) a většina importů do Česka pochází z ostatních členů EU (76,6 % v roce 2013) nebo z Číny (7,3 % v roce 2016). Mezi lety 2012 (před sankcemi) a 2016 (po sankcích) se podíl exportů z Česka, které míří do Ruska, snížil z necelých 4 % na 1,7 % z celkových českých exportů. To kromě vzájemných sankcí mezi EU a Ruskem způsobil i „ne úplně dobrý stav“ ruské ekonomiky, dle Hospodářské komory ČR.

## Veřejné mínění

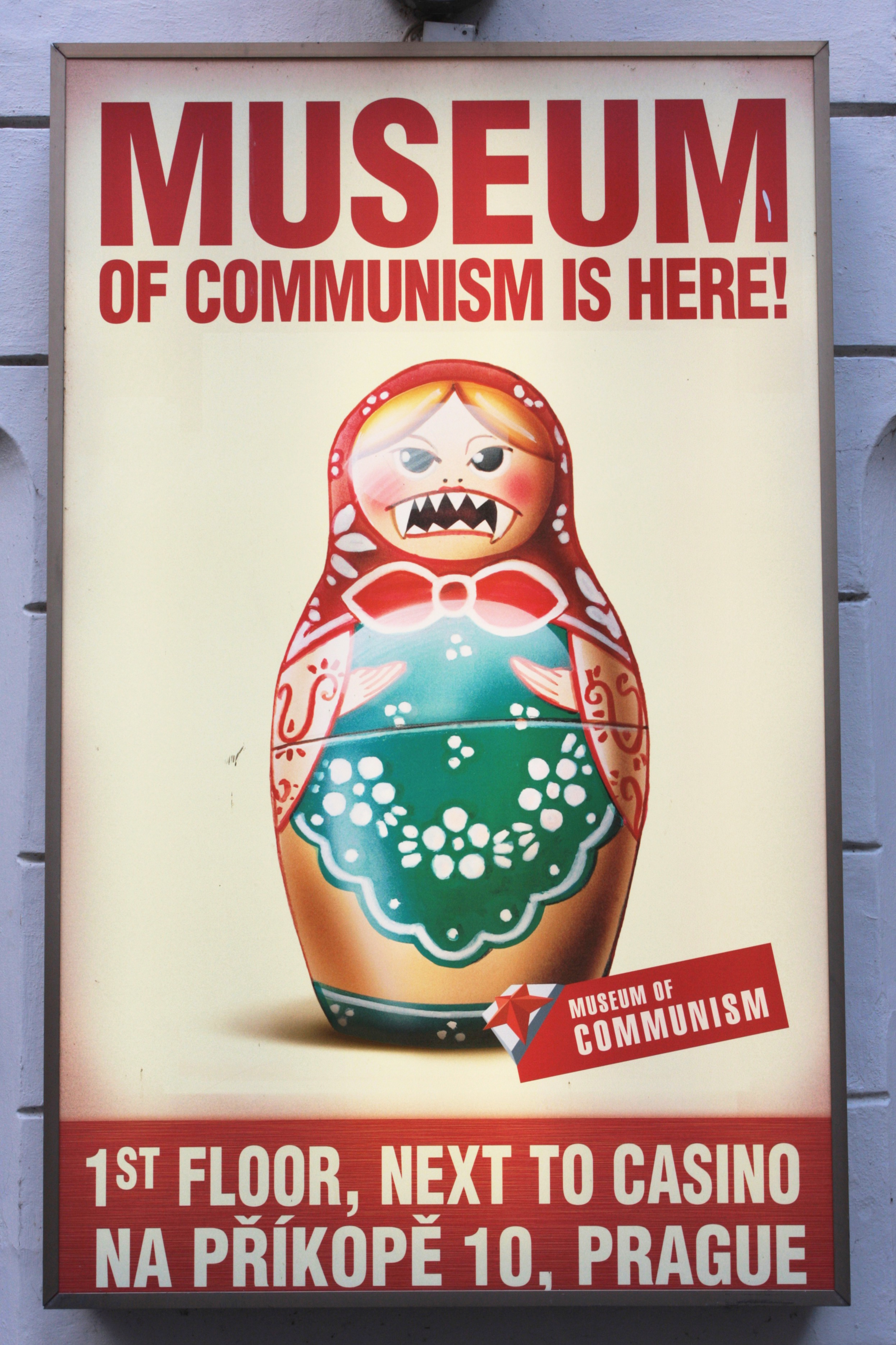
Karikatura tradiční ruské hračky matrjoška jako symbol komunismu, Muzeum komunismu, Praha

Dle průzkumů veřejného mínění v Česku od roku 1991 patří Rusko dlouhodobě mezi spíše negativně vnímané státy. Dle průzkumu z roku 2016 má 26 % dotázaných pozitivní názor na Rusko.

## Ruská špionáž a propaganda

### Ruská špionáž a kybernetické útoky v Česku

Severoatlantická aliance a Rusko

Česká kontrarozvědka Bezpečnostní informační služba (BIS) dlouhodobě upozorňuje na vysokou intenzitu ruských špionážních aktivit v Česku, jež způsobují bezpečnostní a politické hrozby pro Česko. Dle zprávy BIS se ruská vláda snaží infiltrovat do různých odvětví včetně vlády, ekonomiky a médií k prosazování ruských zájmů a šíří organizovaný zločin a korupci. Aktivity ruské rozvědky v Česku jsou nejvíce intenzivní v oblastech proruské propagandy, politické, vědecké, technologické a ekonomické špionáže. Na území Česka mají nejaktivnější špionážní aktivity původ z Ruska, následované Čínou.
V roce 2017 bylo v Česku oficiálně 140 ruských diplomatů, což je neúměrně vysoké množství v ohledu na velikost Česka ve srovnání s jinými zeměmi, a také ve srovnání s 65 českými diplomaty v Rusku. Například ve Velké Británii, jež má šestkrát větší počet obyvatel než Česko, působí 80 ruských diplomatů. Ruská ambasáda v Česku tedy patří mezi jednu z největších v EU a BIS odhaduje že třetina oficiálních ruských diplomatů v Česku jsou ve skutečnosti špióni pod záštitou ruské ambasády. Dle amerických zdrojů je v Česku celkově zhruba 400 špiónů z ruských tajných služeb.
Dle tiskové zprávy z prosince 2018 BIS odhalila a zamezila aktivitu desítkám ruských špiónů během předchozích pěti let a počátkem roku informovala vládu o rozbití sítě ruských informátorů. Na bezpečnostní konferenci v Poslanecké sněmovně roku 2019 uvedl ředitel BIS Michal Koudelka, že BIS a Národní centrála proti organizovanému zločinu (NCOZ) v daný rok rovněž odhalily a rozbily špionážní a hackerskou síť vytvořenou na území ČR z ruských občanů a Rusů, kteří získali české občanství, kterou financovala ruská zpravodajská služba FSB a ruská ambasáda v ČR.

### Propaganda ruských zájmů v Česku

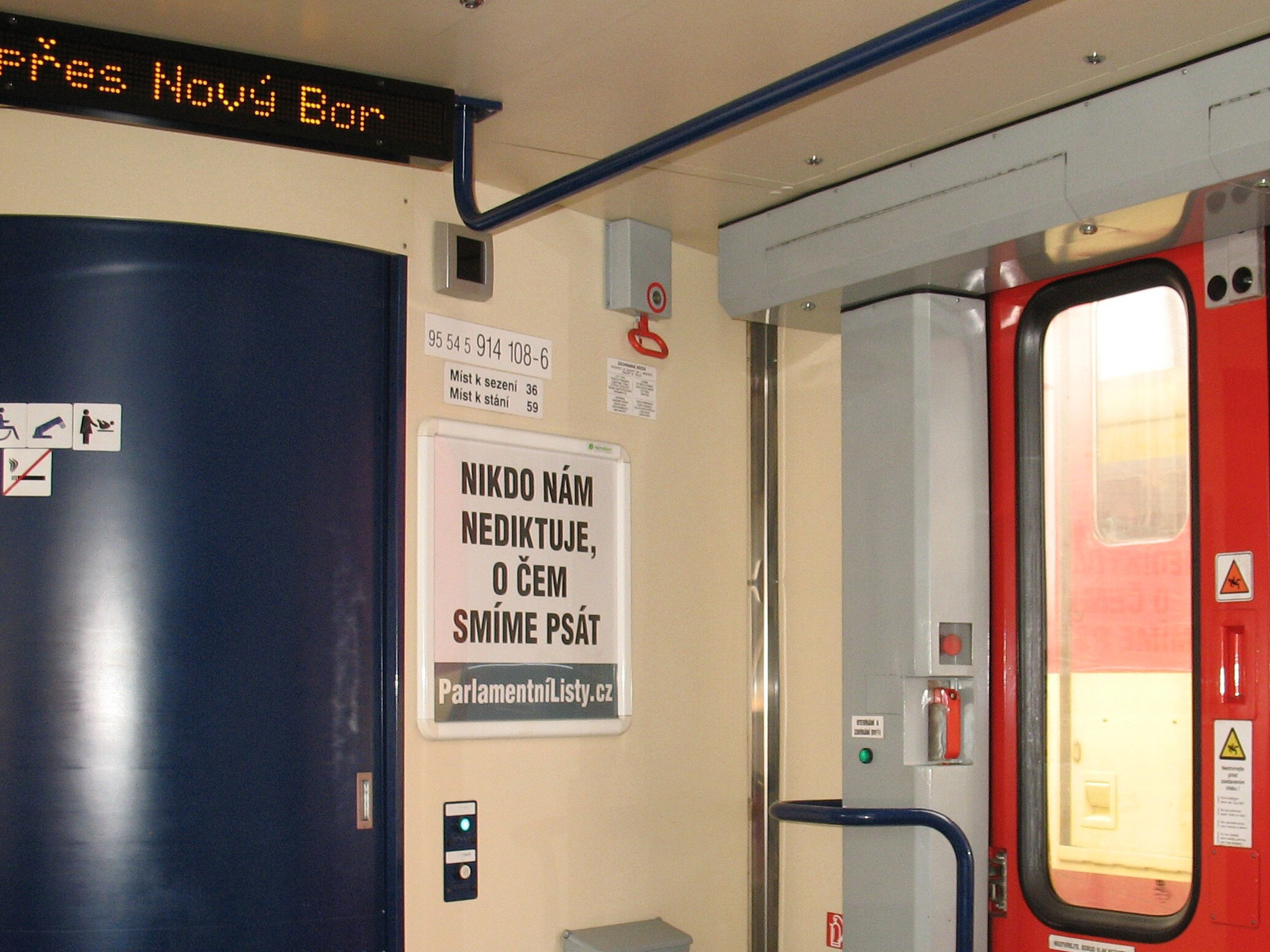
České dezinformační weby jako Parlamentní listy šíří ruskou propagandu.

Podle pozorovatelů má ruská propaganda v Česku za cíl destabilizovat západní instituce jako jsou EU, NATO a jejich složky, do kterých je začleněna Česká republika. ČT24 psalo v této souvislosti o ruské hybridní a informační válce.
Skupina českých novinářů zveřejňuje na webu Neovlivní.cz seznam proruských publikací a webů, u kterých se podle ní jedná „nejen o čistou a neskrývanou propagandu, ale i o média, která nekomentované putinovské vidění světa nabízejí mezi standardními zpravodajskými texty“. Dle studie brněnské Masarykovy univerzity jsou Parlamentní listy a Sputnik Česká republika hlavními zdroji ruské propagandy v Česku.
Rusko se ve své propagační činnosti vůči Česku podle serveru Observer soustřeďuje na šíření dezinformací o EU a o NATO. Bezpečnostní informační služba (BIS) vidí snahu destabilizovat a manipulovat českou společnost a politické prostředí, což ohrožuje národní zájmy a bezpečnost České republiky. Ministerstvo vnitra České republiky monitoruje podle serveru Aktuálně.cz necelých 40 českojazyčných webových stránek, které se podle něj vyznačují šířením konspiračních teorií a „nepřesných zpráv“. Mezi nejvlivnější patří údajně AC24, Svět kolem nás, Lajkit, Vědomosti, Parlamentní listy se svými subportály nebo také New World Order Opposition, Svobodné noviny, Vlastenecké noviny a Aeronet. Tato média se podle BIS snaží „intenzivně prosazovat narativy, které jsou v rozporu s českými bezpečnostními zájmy definovanými bezpečnostní strategií ČR“.
V roce 2017 bylo založeno Centrum proti terorismu a hybridním hrozbám (CTHH) pod Ministerstvem vnitra České republiky, mimo jiné za účelem čelit těmto hrozbám z ruské strany. Dle členů centra, „zásadním cílem je zajistit svobodné a spravedlivé volby“. Dle ekonoma Tomáše Prouzy, „klíčovým cílem ruské propagandy v České republice je zasít do společnosti pochyby o tom, že demokracie je nejlepší systém organizace státu; vytvářet negativní obrazy Evropské unie a NATO a odrazovat lidi od účasti v demokratických procesech“. Zmíněné metody jsou podle webu Aktuálně.cz Ruskem používány hlavně od anexe Krymu a jsou zaměřené na postkomunistické země a také na západní Evropu.
V roce 2019 vyjádřila BIS, že ruská státní média jako Sputnik a Russia Today a další ruské instituce postupují při pokusech o destabilizaci Česka několika způsoby, včetně „útoků na samotnou strukturu hlasování, financování politických stran nebo manipulací se zavádějícími informacemi na internetu a sociálních sítích včetně kradení a následných úniků informací nebo rozesílání nepravdivých e-mailů vytipovaným skupinám obyvatel“ za účelem „zvyšovat společenské napětí a rozbíjet integritu Evropské unie“.
Ministerstvo zahraničí vytvořilo od 1. září 2019 novou funkci zvláštního zmocněnce pro odolnost a nové hrozby v rámci boje proti dezinformacím a nepřátelskému vlivu cizích mocností. Jako první tuhle funkci obsadil bývalý velvyslanec při NATO Jiří Šedivý.

### Česko v ruských médiích

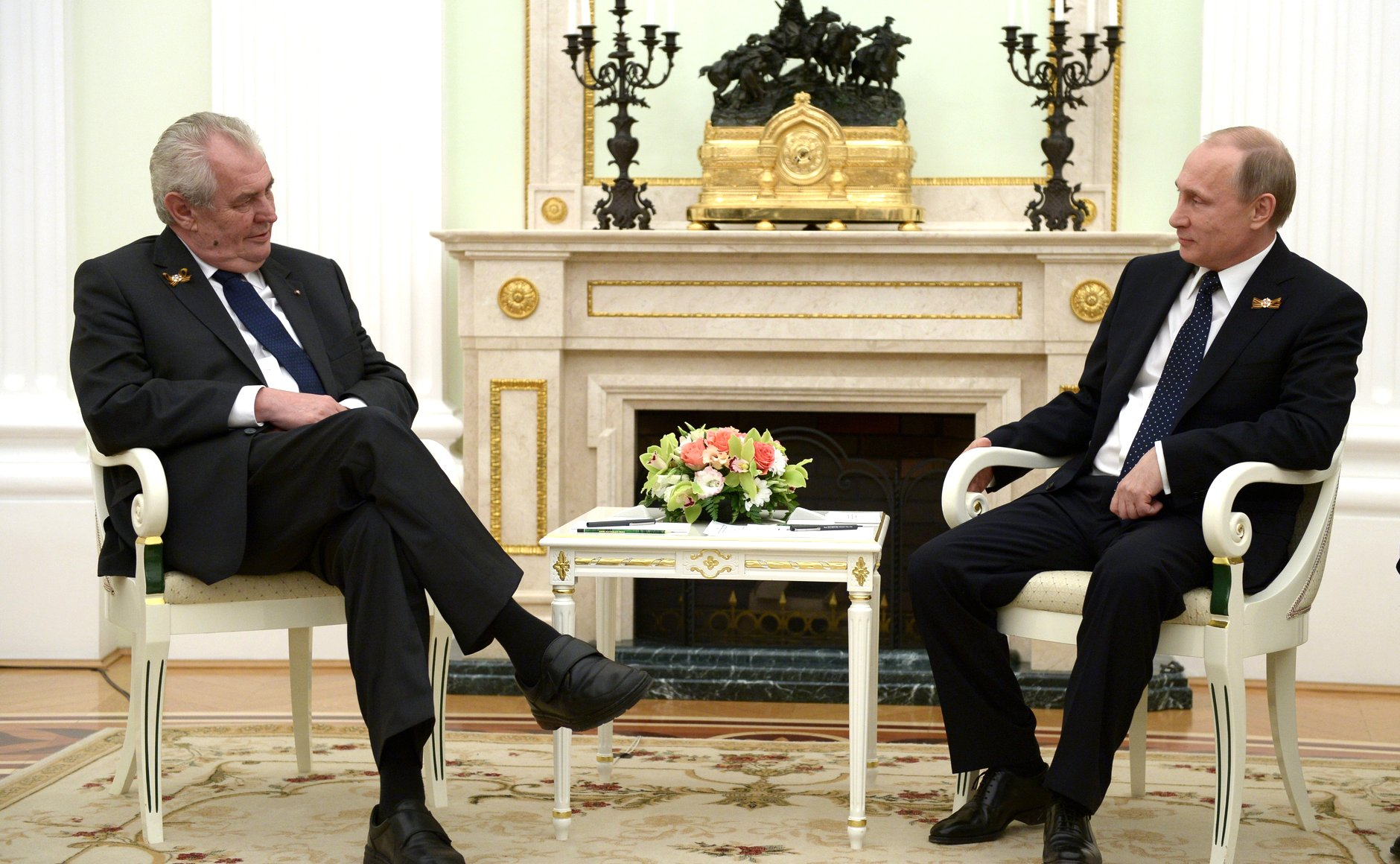
Zeman a Putin v Moskvě

Českým prezidentem se v roce 2013 stal Miloš Zeman. Někteří pozorovatelé označili jeho postoj za proruský a konstruovali v tomto ohledu rozpor s proevropskou politikou vlády České republiky. Zemana označili za jeden z hlavních proruských hlasů ve střední Evropě. V ruských mediích z roku 2016 byl Zemanův postoj k Rusku zveličován a prezentován jako postoj České republiky. Pozorovatelé následně tvrdili, že Zeman je používán ruskou vládou jako nástroj propagandy v samotném Rusku.
Dle Petra Blažka z Ústavu pro studium totalitních režimů (ÚSTR) se komunističtí poslanci ruské Státní dumy snažili zkreslit interpretaci sovětské invaze do Československa z roku 1968 jako záchrannou misi před okupací armád NATO.

## Ruština v Česku
Dle výzkumu Eurobarometr z roku 2012 v Česku, 13 % dotázaných má dostatečnou znalost ruštiny na to, aby mohli vést konverzaci, což je o 7 % méně než v roce 2005, kdy to bylo 20 % dotázaných. V roce 2015 se na středních školách v Česku učilo 7 % žáků ruštinu, což ji řadí ve výuce cizích jazyků na třetí místo po angličtině, kterou se učilo 95 % žáků, a němčině, kterou se učilo 41 %.

## Rusové v Česku

### Migrace

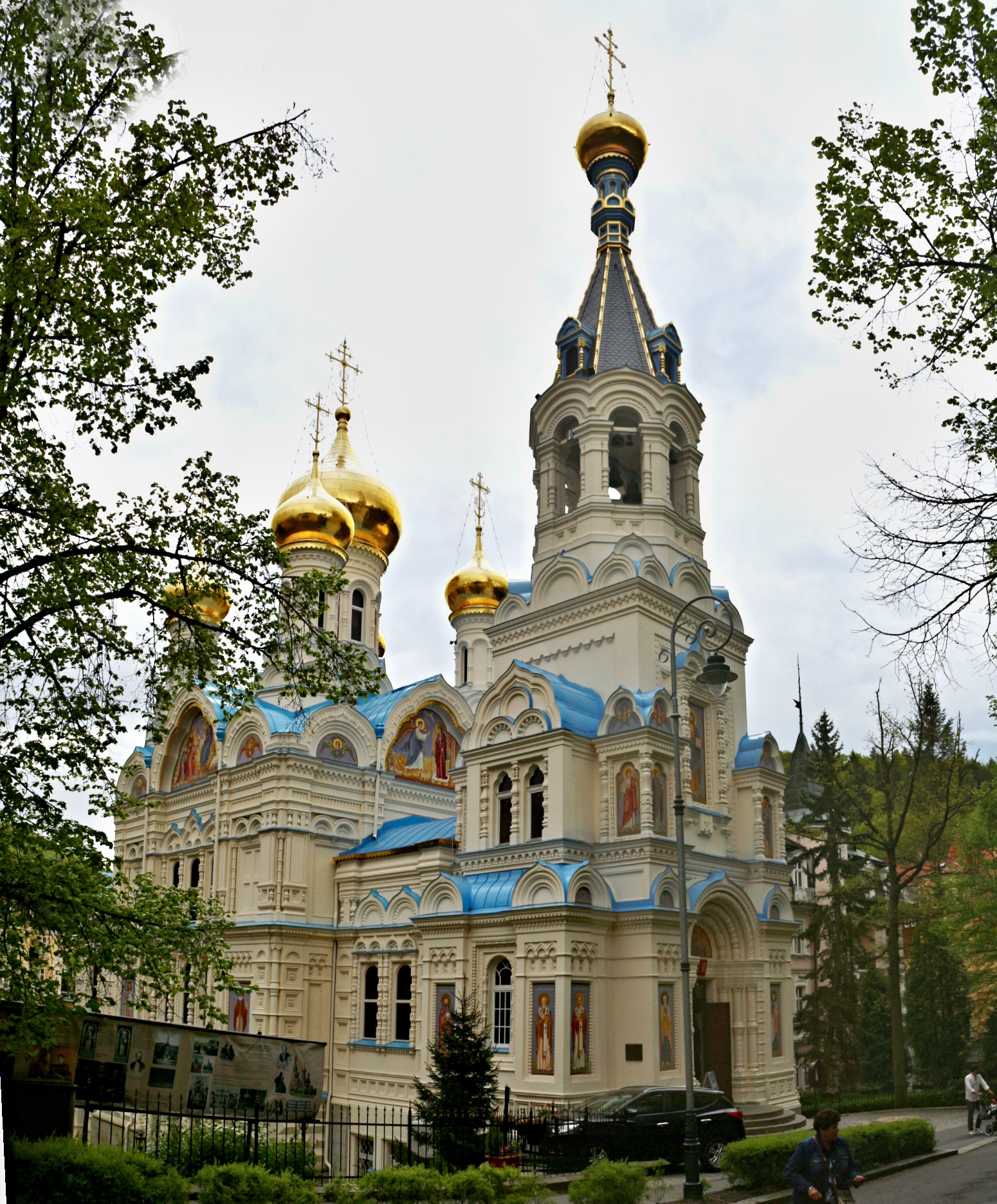
Pravoslavný chrám svatých Petra a Pavla v Karlových Varech, jejž hojně využívá ruská komunita

Podle statistik za rok 2019 je v Česku 35 735 občanů Ruska s povolením k pobytu nad 12 měsíců. Je to čtvrtá největší skupina imigrantů po občanech Ukrajiny, Slovenska, Vietnamu, dále následovaná v počtu občany Polska; jejich počet roste. 
Ruští přistěhovalci v Česku patří mezi nejvíce vysokoškolsky vzdělané ve srovnání s ostatními cizinci. Rusové také mají vysoký podíl podnikatelů ve srovnání s ostatními imigranty a také většinově pochází z vyšších či středních tříd. Hlavní důvody k imigraci uvádí touhu po lepším životě v EU, kvalitní zdravotnictví v Česku, korupce v Rusku, další politické důvody, a v případě studentů, kteří přicházejí do Česka za bezplatným vysokoškolským vzděláním (pokud studují v češtině), za které by v Rusku museli platit.
Dle deníku Neviditelný pes, subportálu Lidových novin, nově příchozí Rusové na rozdíl od Ukrajinců a Vietnamců „nejeví navenek velkou snahu integrovat se do české společnosti“ a v podstatě vytvářejí vlastní paralelní společnost v podobě např. vzniku tzv. ruských čtvrtí v Praze a toho, že v „ruskojazyčné komunitě je možno obstojně prosperovat i bez znalosti češtiny“.

### Turismus
V roce 2017 navštívilo Českou republiku 550 000 Ruských turistů a byli tak čtvrtou nejčastější turistickou skupinou v Česku (dle národnosti). V průměru zde tráví ruští turisté čtyři dny, což je průměrově více než turisté z ostatních zemí. Naopak mezi českými turisty Rusko není příliš oblíbená destinace, stejně jako ruští turisté v Česku potřebují pro cesty do Ruské federace vízum.

## Zastupitelské úřady
- Ruské velvyslanectví v Praze – do roku 2021, kdy se odehrála Kauza Vrbětice, šlo o se 162 členy personálu o dlouhodobě nejsilněji personálně zastoupenou ambasádu na území Česka.[61] Od 1. června 2021 zde působí 32 členů personálu.
  - Generální konzulát Brno - Zrušen 2022
  - Generální konzulát Karlovy Vary

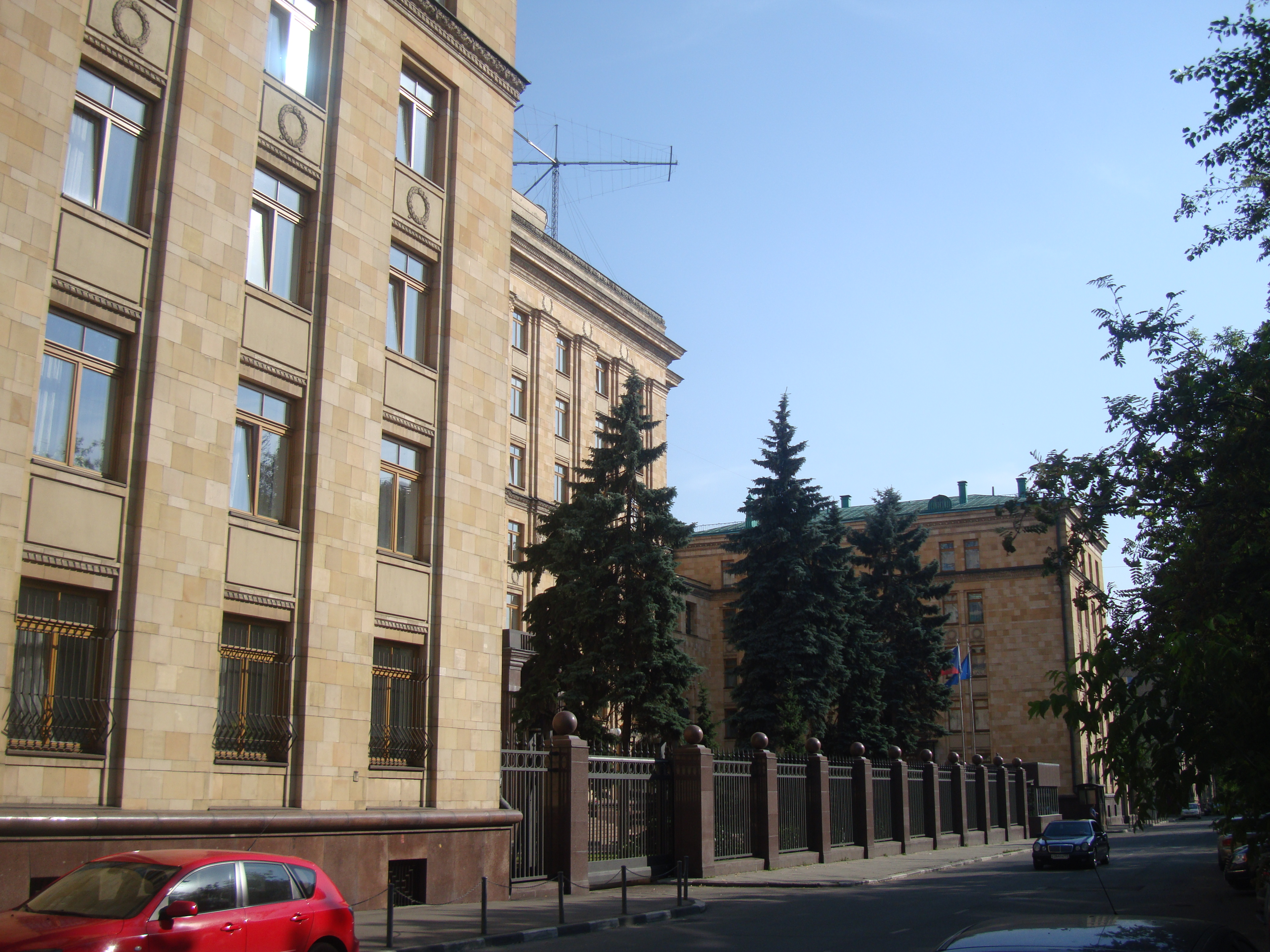
Velvyslanectví České republiky v Moskvě
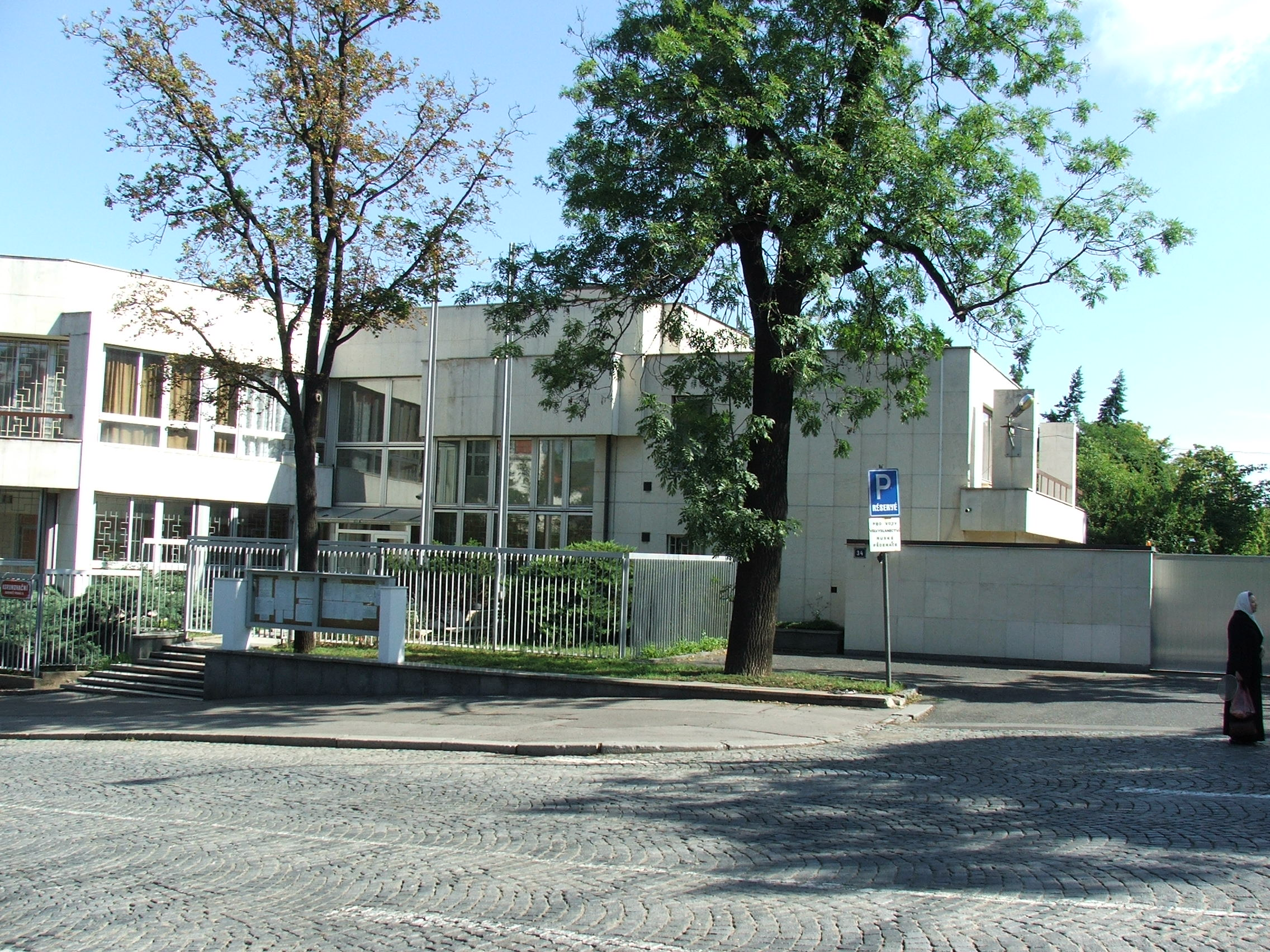
Ruské velvyslanectví v Praze
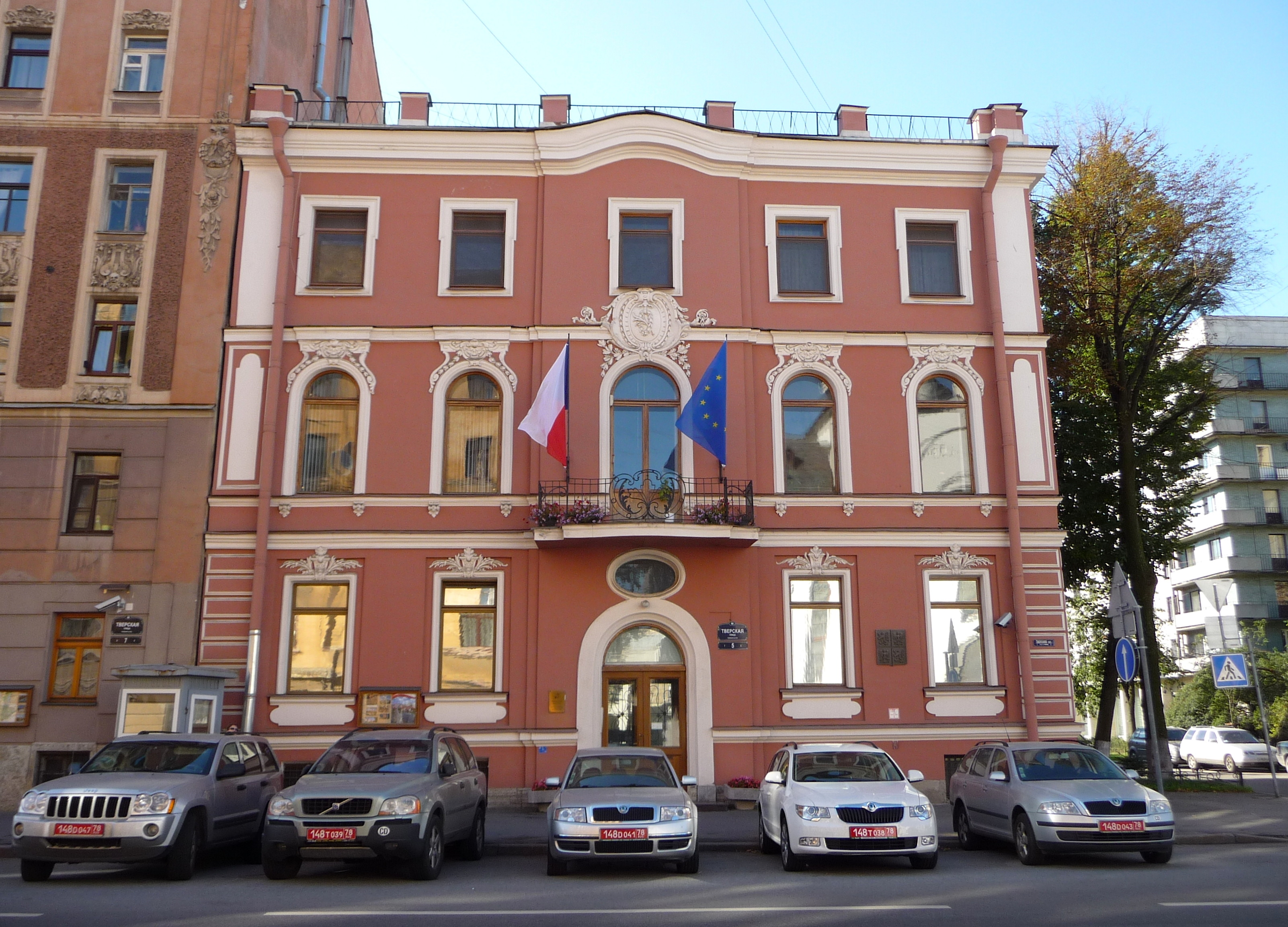
Český konzulát v Petrohradě
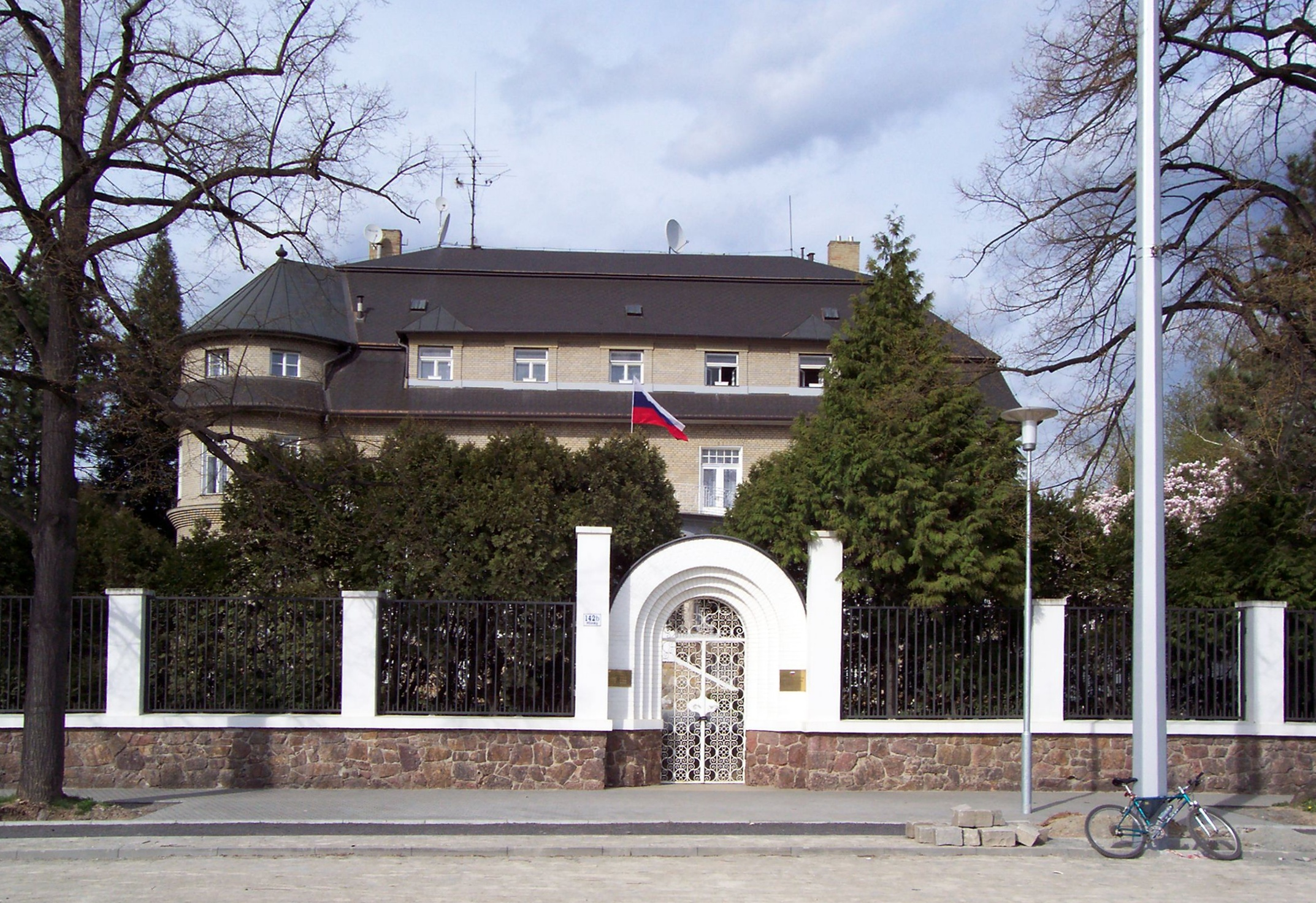
Bývalý Konzulát Ruské federace brněnské čtvrti Pisárky
  - Generální konzulát Petrohrad
  - Generální konzulát Jekatěrinburg

- Velvyslanectví České republiky v Moskvě
- Ruské velvyslanectví v Praze
- Český konzulát v Petrohradě
- Bývalý Konzulát Ruské federace brněnské čtvrti Pisárky

## Historické památníky

### Památníky v Rusku
Památníky v Rusku připomínají padlé československé legionáře. Jedná se např. o:
- Pomník československým legionářům v Jekatěrinburgu z roku 2008
- Památník připomínající legionářský vlak v Čeljabinsku z roku 2011
- Památník z roku 2009 ve městě Nižnij Tagil
- Hroby legionářů

#### Péče o válečné hroby legionářů
Celkem existovalo v dnešním Rusku na 150 míst, kde byli českoslovenští legionáři pochování. Některé zůstaly neoznačeny, na několika desítkách míst vznikly památníky. Ty byly, až na dva, v období Sovětského svazu odstraněny. Jejich obnova je dlouhodobým projektem pod záštitou Ministerstva obrany ČR.
V roce 2019 uvedla ČT24, že „České úřady i historici si dlouhodobě stěžují na přístup ruské vlády a samospráv k naplňování dohody o péči o válečné hroby“ a investigace pořadu Reportéři ČT znázornila chátrání a odstranění některých hrobů československých legionářů na území Ruska.

### Památníky v Česku

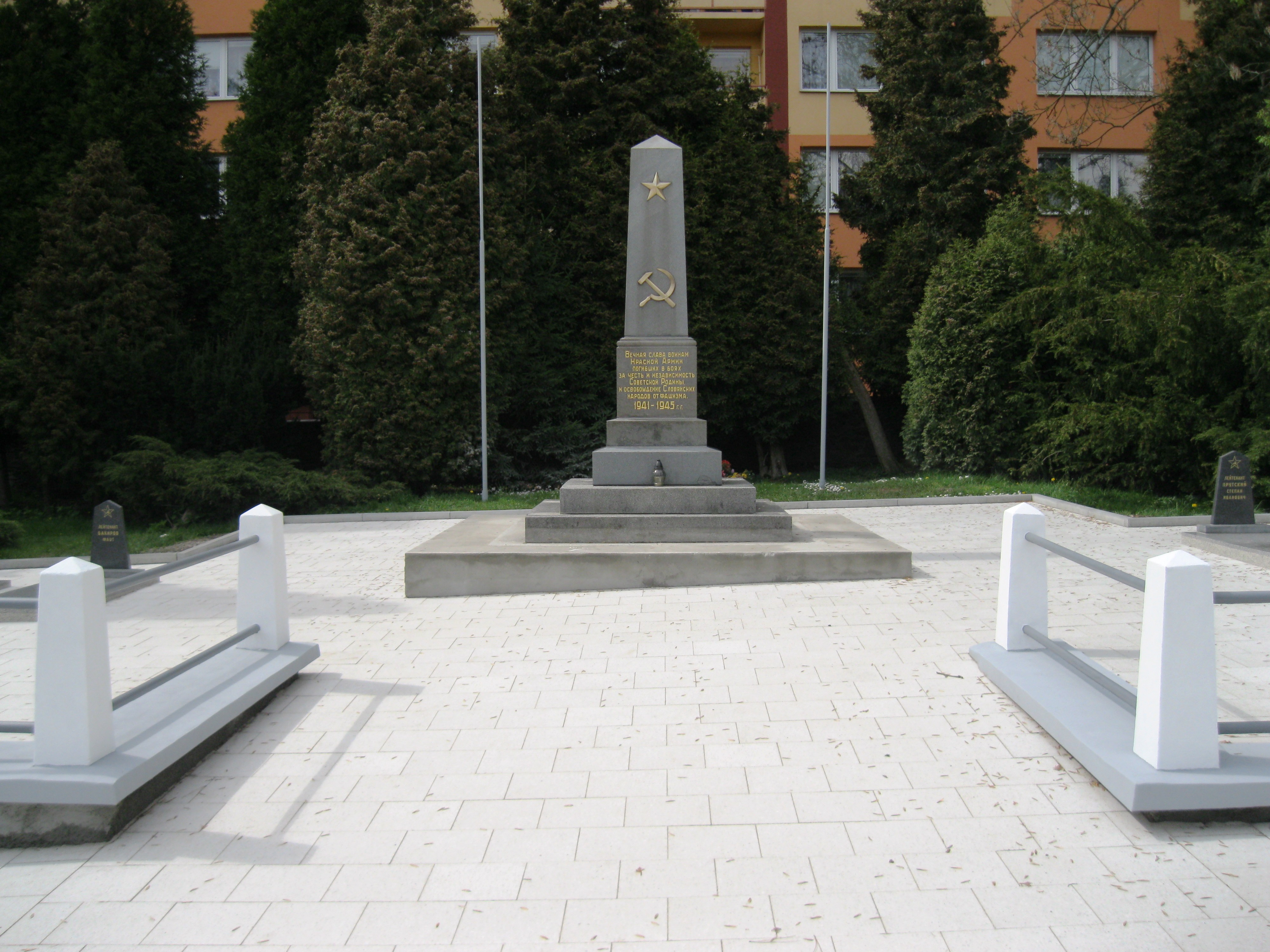
Pohřebiště Rudé armády s památníkem Rudoarmějců (Bruntál)

Památníky v Česku připomínají rudoarmějce padlé na území dnešního Česka při jeho osvobozování od nacistů. Připomínají vojáky všech národností tehdejší Rudé armády, nejen Rusy. 
Jedná se např. o tato místa:
- Čestné pohřebiště Rudé armády na Olšanských hřbitovech v Praze
- Památník padlých rudoarmějců v Ostravě–Zábřehu a v Ostravě – Komenského sadech
- Socha rudoarmějce v Brně na Moravském náměstí
- Pohřebiště Rudé armády v Bruntále
- V některých obcích se zachovaly památníky osvobození v podobě sovětských tanků. Ze zhruba třiceti takových památníků jich byla většina po roce 1989 odstraněna.[64]

Některé z památníků byly po poškození či posprejování uvedeny do původního stavu.

#### Odstranění pomníku maršála Koněva

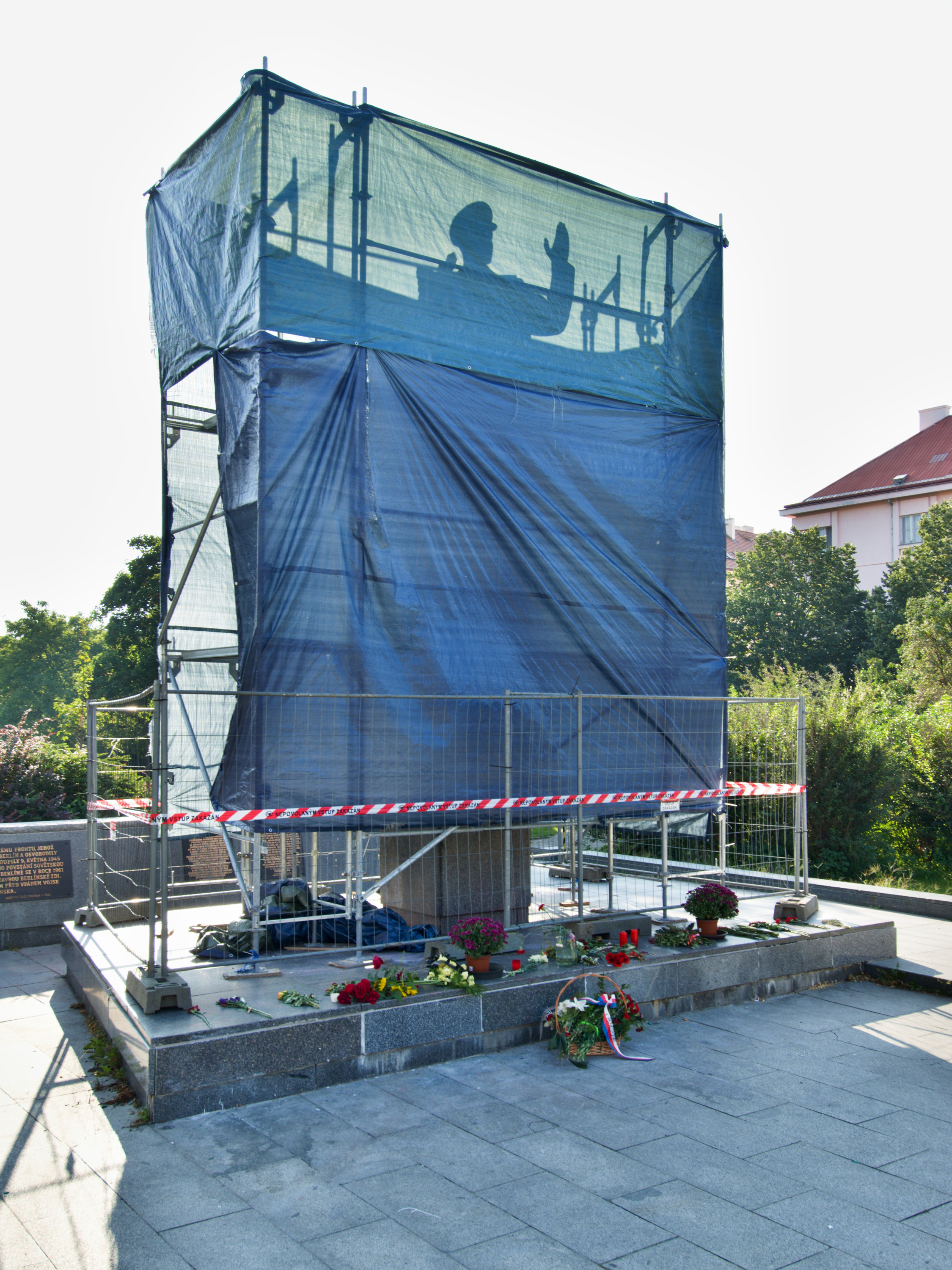
Odstranění pomníku maršála Koněva v pražských Dejvicích v roce 2019 vyvolalo mnoho negativních reakcí ze strany Ruska

V roce 2019 zastupitelstvo Prahy 6 schválilo odstranění Pomníku maršála Koněva v Praze z roku 1980 a nahrazení památníkem osvobození Prahy na konci druhé světové války. To vyvolalo negativní reakci z ruské strany. Například ruský ministr obrany Sergej Šojgu, poslal českému ministrovi obrany Lubomíru Metnarovi dopis, kterým ho žádal o navrácení sochy do Moskvy – přesto, že socha byla v majetku Prahy 6. Ruská ambasáda též pohrozila blíže neupřesněnou reakcí, kterou vzápětí odsoudilo české Ministerstvo zahraničí.